# Oklo
Oklo – miejscowość w Gabonie (zachodnie wybrzeże środkowej Afryki) i kopalnia uranu, ok. 2 mld lat temu działał tam powstały naturalnie reaktor jądrowy.

## Reaktor w złożu uranu
W 1972, grupa uczonych francuskich odkryła drobną różnicę zawartości procentowej izotopu uranu U-235. Rudy uranu na całym świecie mają dokładnie 0,72% uranu-235, niezależnie od miejsca, z wyjątkiem okolic Oklo. To złoże bowiem ma tę zawartość taką, jakby było wypalonym paliwem jądrowym. Dokładne badania pozwalają wysnuć jasny wniosek, że jak najbardziej było to możliwe i rzeczywiście tak się działo: reakcja rozpadu, samoczynnie wzbudzona, trwała tam nieprzerwanie przez wiele lat, dzięki samoregulacji reaktora (każdy wzrost strumienia neutronów powodował wzrost temperatury, wyparowywanie wody, czyli ubytek moderatora (czyli spowalniacza neutronów) i powrót do stabilnego bilansu).
Zachodzenie tej reakcji było możliwe gdyż w owym czasie zawartość rozszczepialnego U-235 w rudach uranu była wyższa niż obecnie, a to dlatego iż czas połowicznego rozpadu U-235 jest krótszy niż U-238 (stanowiącego obecnie 99,28% naturalnego uranu) a więc uranu rozszczepialnego ubywa prędzej niż nierozszczepialnego. Licząc wstecz można dojść do czasu w którym zawartość U-235 była wystarczająca do zainicjowania i podtrzymywania reakcji rozszczepiania (konsekwentnie należałoby się spodziewać wykrycia innych reaktorów z tego okresu). Drugą sprzyjającą okolicznością była woda rzeki Ogowe (w której ujściu stopniowo gromadziła się nanoszona przez prąd masa krytyczna) będąca moderatorem i chłodziwem reaktora, dlatego być może trzeba ich szukać w korytach rzek wypłukujących przed milionami lat rudy uranu.
Czas pracy afrykańskiego reaktora szacowany jest na 100 do 500 tysięcy lat, wydzielona energia rzędu 100 mld kWh (rzędu 360 PJ), co daje (dla najkrótszego okresu) średnią moc reaktora ok. 100 kW. Dla porównania: pierwszy sztuczny reaktor (Chicago Pile-1 uruchomiony przez Fermiego 2 grudnia 1942 na Uniwersytecie w Chicago) miał moc 0,5 W i tylko raz (12 grudnia 1942) jego chwilową moc oceniono na 200 W.